# Municipio de Custer (condado de Beadle)
El municipio de Custer (en inglés: Custer Township) es un municipio ubicado en el condado de Beadle en el estado estadounidense de Dakota del Sur. En el año 2010 tenía una población de 410 habitantes y una densidad poblacional de 4,99 personas por km².

## Geografía
El municipio de Custer se encuentra ubicado en las coordenadas 44°19′10″N 98°8′39″O / 44.31944, -98.14417. Según la Oficina del Censo de los Estados Unidos, el municipio tiene una superficie total de 82.16 km², de la cual 81,62 km² corresponden a tierra firme y (0,67 %) 0,55 km² es agua.

## Demografía
Según el censo de 2010, había 410 personas residiendo en el municipio de Custer. La densidad de población era de 4,99 hab./km². De los 410 habitantes, el municipio de Custer estaba compuesto por el 90,24 % blancos, el 1,22 % eran afroamericanos, el 5,37 % eran amerindios, el 1,22 % eran de otras razas y el 1,95 % eran de una mezcla de razas. Del total de la población el 7,56 % eran hispanos o latinos de cualquier raza.